# Офіційні візити Президента Володимира Зеленського 2019
Список офіційних закордонних візитів та робочих поїздок в межах України, зроблених 6-м Президентом України Володимиром Зеленським 2019 року. 

## 2019 рік
Список не включає поїздки, зроблені в межах міста Києва, де безпосередньо розташована резиденція Президента та його офіс, а також в аеропорт «Бориспіль», що знаходиться в Київській області.
Жовтим в списку окремо виділені закордонні візити.

### Травень
| Дата      | Країна чи область України | Місце                    | Деталі                                                                      |
| --------- | ------------------------- | ------------------------ | --------------------------------------------------------------------------- |
| 27 травня | Луганська область         | Станиця Луганська, Щастя | Президент відвідав передові позиції ЗСУ на Луганщині.                       |
| 29 травня | Львівська область         | Сілець                   | Президент відвідав шахту «Лісова» у Сокальському районі Львівської області. |

### Червень
| Дата                | Країна чи область України | Місце     | Деталі |
| ------------------- | ------------------------- | --------- | --- |
| 4 червня — 5 червня | Бельгія                   | Брюссель  | У рамках робочого візиту до інституцій ЄС і НАТО Президент України Володимир Зеленський окремо зустрівся з: Генеральним секретарем НАТО Єнсом Столтенбергом, Віце-президентом Європейської Комісії Валдісом Домбровскісом, Президентом Польщі Анджеєм Дудою, Президентом Європейської Комісії Жаном-Клодом Юнкером, Віце-президентом Європейської комісії Федерікою Могеріні, Президентом Європейської Ради Дональдом Туском.                |
| 15 червня           | Донецька область          | Маріуполь | Президент відвідав мультихаб Spalah. Володимир Зеленський під час відвідання ПрАТ «Маріупольський металургійний комбінат ім. Ілліча» взяв участь у церемонії підписання контракту між «Метінвест Холдинг» та Air Liquide щодо будівництва комплексу повітророзподільної установки. Президент взяв участь у відкритті Центру розмінування ДСНС у Маріуполі та ознайомився, як відбувається підводне розмінування в акваторії Азовського моря. |
| 17 червня           | Франція                   | Париж     | Президент України Володимир Зеленський зустрівся з Президентом Франції Еммануелем Макроном та Головою Сенату Франції Жераром Ларше. Володимир Зеленський відвідав стартап-інкубатор Station F. |
| 18 червня           | Німеччина                 | Берлін    | Президент України Володимир Зеленський зустрівся з Канцлером ФРН Ангелою Меркель, Президентом ФРН Франком-Вальтером Штайнмайєром та Головою Бундестагу ФРН Вольфгангом Шойбле. Зустрівся з керівництвом німецьких партій «Християнсько-демократичний союз» і «Союз 90/Зелені». |